# آبااوی‌وار
آبااوی‌وار (مجاری: Abaújvár) یک سکونتگاه مسکونی در مجارستان با جمعیت ۳۳۰ نفر است که در بورشود-آبااوی-زمپلن واقع شده‌است.